# Tesi di luglio

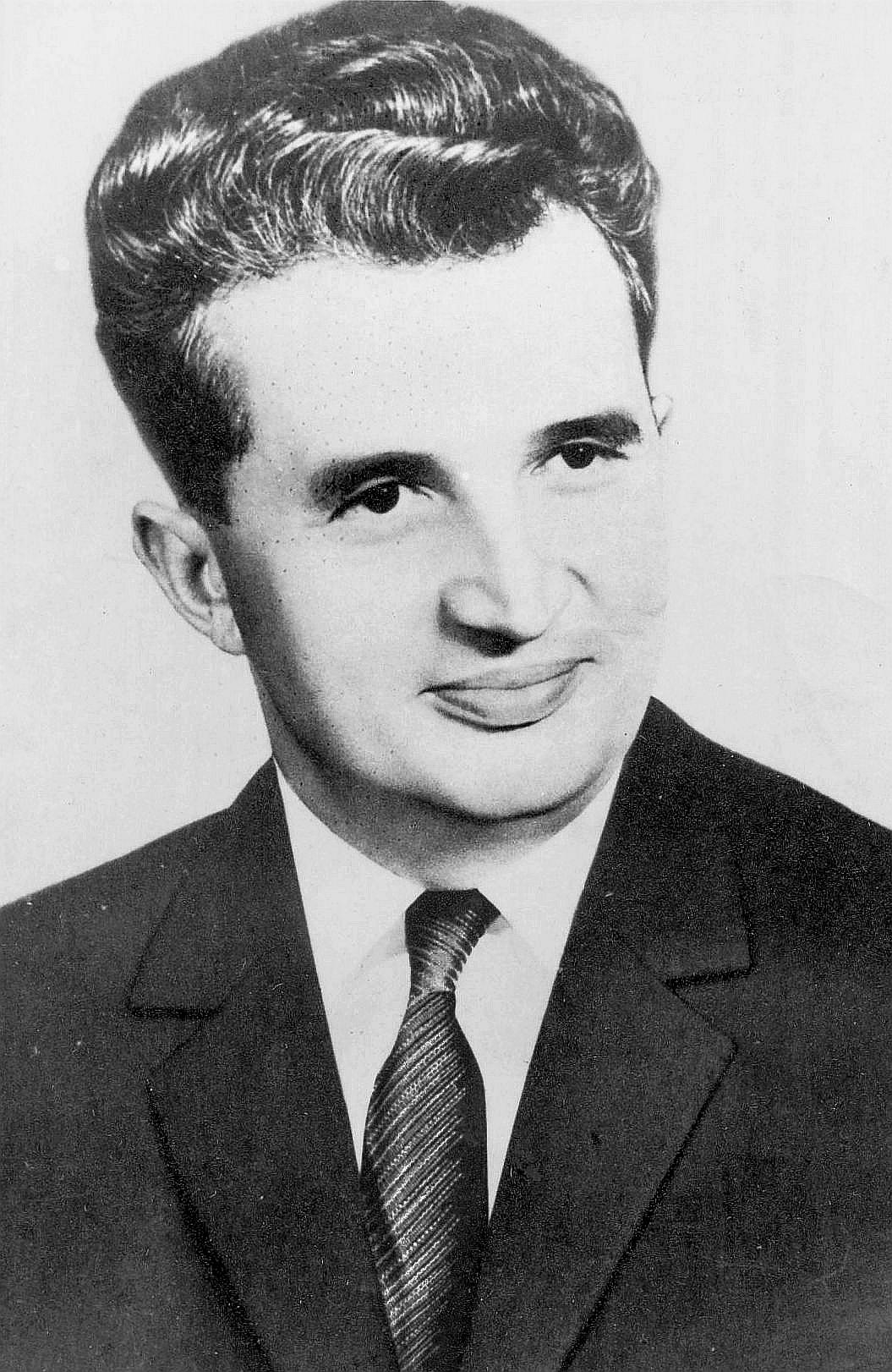
Ritratto fotografico di Nicolae Ceaușescu

Per tesi di luglio (in romeno: Tezele din iulie) s'intende un discorso pronunciato dal leader della Repubblica Socialista di Romania Nicolae Ceaușescu il 6 luglio 1971, davanti al Comitato esecutivo del Partito comunista romeno (PCR), il cui nome completo era Propuneri de măsuri pentru îmbunătățirea activității politico-ideologice, de educare marxist-leninistă a membrilor de partid, a tutoror oamenilor muncii ("Misure proposte per il miglioramento dell'attività politico-ideologica, dell'educazione marxista-leninista dei membri del Partito, di tutti i lavoratori"). Questo discorso simil-maoista segnò l'inizio di una "piccola rivoluzione culturale" all'interno della Romania comunista, lanciando un'offensiva neostalinista contro l'autonomia culturale, un ritorno alle rigide linee guida del realismo socialista e agli attacchi contro gli intellettuali dissidenti. Venne richiesta una rigorosa conformità ideologica nelle scienze umane e sociali. La competenza e l'estetica dovevano essere sostituite dall'ideologia; i professionisti dovevano essere sostituiti da agitatori e la cultura doveva ancora una volta diventare uno strumento di propaganda politica e ideologica.
Nella versione finale dei primi di novembre del 1971, pubblicata come un documento ufficiale del Plenum del PCR, le Tesi avevano il titolo: Expunere cu privire la programul PCR pentru îmbunătățirea activității ideologice, ridicarea nivelului general al cunoașterii și educația socialistă a maselor, pentru așezarea relațiilor din societatea noastră pe baza principiilor eticii și echității socialiste și comuniste ("Esposizione riguardo al programma del PCR per migliorare l'attività ideologica, aumentare il livello generale di conoscenza e dell'educazione socialista delle masse, in modo da poter organizzare le relazioni all'interno della nostra società sulle basi dei principi dell'etica ed uguaglianza socialiste e comuniste").

## Contesto
Dopo un periodo di rigido stalinismo a partire dal 1948, la vita culturale romena sperimentò una discreta liberalizzazione ed un rilassamento ideologico nei primi anni sessanta. Questa tendenza accelerò con il IX Congresso del Partito Comunista Romeno del 1965 e fece emergere una generazione di talentuosi scrittori di opposizione: Nichita Stănescu, Ana Blandiana, Gabriel Liiceanu, Nicolae Manolescu, Adrian Păunescu e altri. Inoltre, nel plenum del Comitato centrale dell'aprile 1968, Ceaușescu denunciò il predecessore Gheorghe Gheorghiu-Dej mentre riabilitò Lucrețiu Pătrășcanu, giustiziato due giorni prima che Ceaușescu si unisse al Politburo (permettendogli così di rivendicare la sua innocenza e demotivare un rivale importante, Alexandru Drăghici). Ciò diede ancora più spazio anche all'espressione artistica. Il romanzo di Eugen Barbu Principele ("Il principe", 1969), nonostante sia ambientato nel periodo dei Fanarioti, presenta dei chiari riferimenti a Gheorghiu-Dej - nel libro si parla persino di un progetto per costruire un canale che in seguito porterà alla perdita di molte delle vite dei suoi costruttori (un riferimento mascherato al Canale Danubio-Mar Nero). Nel romanzo F di Dumitru Radu Popescu, vengono trattati gli abusi commessi durante la collettivizzazione forzata, mentre Augustin Buzura in Absenții ("Gli assenti", 1970) riesce a realizzare una critica alla società contemporanea tramite la crisi spirituale di un giovane medico.
Nonostante il disgelo, la censura rimase ancora attiva. Alexandru Ivasiuc e Paul Goma furono entrambi arrestati ed imprigionati per la loro partecipazione al movimento studentesco di Bucarest del 1956, ed entrambi scrissero in seguito un romanzo sulle esperienze in carcere di un uomo e sugli sforzi per reinsersi nella società dopo la liberazione. Il romanzo Ostinato di Goma descrive la vita da prigioniero, carceraria, i metodi della Securitate e gli eccessi della collettivizzazione. Il censore dello Stato chiese delle modifiche ma alla fine Goma pubblicò il libro senza censure nella Germania Ovest nell'autunno del 1971. Ivasiuc, nel suo Păsările ("Gli uccelli"), accondiscese alle richieste della censura giustificando l'arresto del protagonista e rappresentando la polizia segreta romena in una luce positiva. Tuttavia, la maggior parte degli scrittori era ottimista sul fatto che il Partito avrebbe tollerato una più ampia scelta di temi nella letteratura creativa.

Il presidente americano Nixon e il capo del consiglio di Stato romeno Ceaușescu, con le rispettive mogli, che si dirigono nella sala est della Casa Bianca durante una visita.

Si verificò anche un disgelo nei rapporti con gli Stati Uniti, il principale avversario del blocco comunista durante la guerra fredda, che ebbe un certo impatto sulla vita dei cittadini. Una fabbrica della Pepsi-Cola venne aperta a Constanza nel 1967 e le pubblicità della bevanda erano accompagnate da uno stile americano. Lo slogan "Pepsi, drive and energy" comparve regolarmente sui giornali romeni che pochi anni prima non menzionavano i prodotti occidentali. La Coca-Cola non veniva prodotta a livello nazionale, ma poteva essere reperita nei bar e nei Comturist, ovvero quei negozi con una clientela ristretta in cui si potevano acquistare i prodotti occidentali con la valuta forte. Nel 1968 aprì a Bucarest il primo bar/club per studenti descritto da un giornalista della Viața Studențească nel seguente modo: "tavoli bassi, luce discreta ... gomme da masticare e sigarette, Pepsi e Coca-Cola, giochi meccanici, biliardi ... oltre a qualche ora di discussioni interessanti. Ecco perché il bar club appare come una risposta ad una naturale esigenza di comunicazione, di scambio di idee e di opinioni tra loro contrastanti... in un'atmosfera rilassata". L'arte moderna americana, aspramente criticata durante il periodo del realismo socialista, iniziò a ricevere un'accoglienza favorevole, tanto da far aprire all'inizio del 1969 una mostra con opere di artisti come Jackson Pollock, Robert Rauschenberg e James Rosenquist. Anche il governo degli Stati Uniti ricevette degli elogi: il tour mondiale del 1969 del presidente Richard Nixon venne seguito con attenzione, e lo sbarco sulla Luna già pubblicizzato a luglio venne trasmesso in diretta (nell'Europa dell'est, solo la Jugoslavia aveva fatto altrettanto), e furono ricevuti dei cordiali saluti da parte di Ceaușescu a Nixon e al popolo statunitense. Probabilmente il punto più alto delle relazioni tra la Romania e gli Stati Uniti durante il periodo comunista venne presto raggiunto nel mese seguente, quando decine di migliaia di entusiasti cittadini di Bucarest accolsero Nixon, che divenne il primo presidente degli Stati Uniti a visitare un paese del blocco orientale.

Scrivendo trent'anni dopo l'accaduto, Sorin Preda, che arrivò a Bucarest da Bacău nel 1970 a 18 anni, riprese la scena culturale:
Negli anni settanta, la vita a Bucarest iniziava veramente verso mezzanotte. Dopo un concerto o una rappresentazione, la gente faceva una passeggiata, andava a divertirsi. Gli eleganti ristoranti del centro erano pieni di artisti e belle ragazze. I più famosi scrittori e giornalisti hanno cenato a Capșa e a Berlino [un ristorante], mentre al Mignon venne aperto il primo ristorante privato, di proprietà dei fratelli Chivu, dove si poteva trovare il pesce più fresco, arrivato il giorno stesso da Parigi per via aerea. La città adulava i suoi artisti, accogliendo Nichita come se fosse un bel principe ribelle, e Marin Preda come un patriarca. Le luci brillavano per le strade e c'erano persino alcune insegne al neon, in stile americano. Nessuno aveva fretta. C'era tempo per tutto – per libri e film, per barzellette sulla politica e per un buon bicchiere di vino. Per un momento, Bucarest aveva recuperato la sua normalità antebellica. Un anno dopo, nel 1971, le tesi di luglio tracciarono la linea invisibile di un bisturi sopra le persone, sulle notti bianche di Bucarest e su tutti i nostri piccoli e innocenti piaceri. Una folata di vento gelido annunciò il terribile inverno ideologico che sarebbe arrivato presto. Con incredulità e ingenuità, la gente continuava a uscire, a riempire i teatri e le sale da concerto, mentre le valigie di Ciulei, Pintilie e Andrei Șerban venivano preparate per la loro partenza definitiva dal paese.
Nemmeno quando il ristorante Mignon venne chiuso, e le lampadine in centro scomparvero una ad una, le persone smisero di sperare. È come se nessuno voleva credere che tutto avesse potuto finire così rapidamente, in un'assurda e ingiusta svolta della storia.»
(Sorin Preda, Cu dragoste, despre București…)

## La creazione delle Tesi

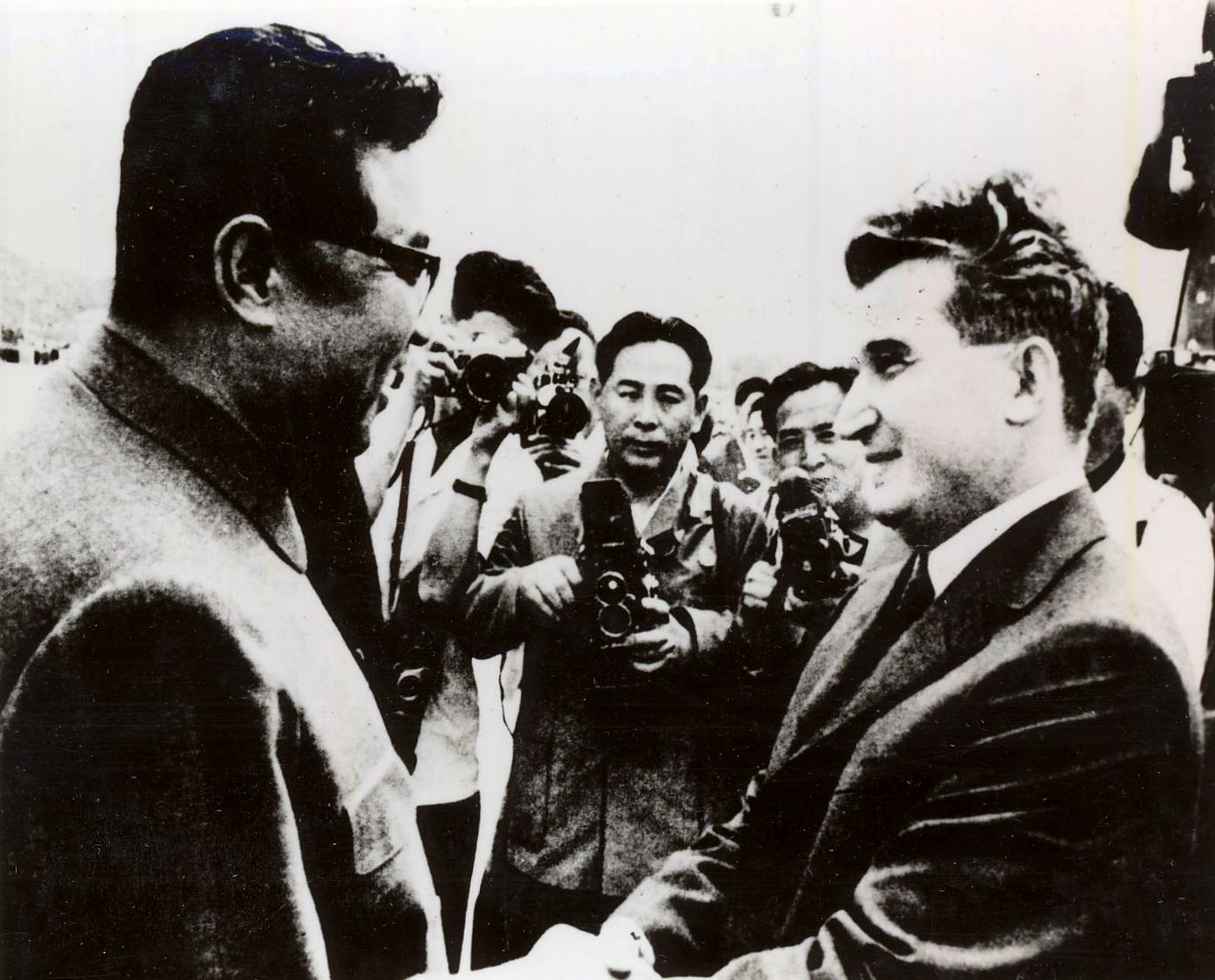
Ceaușescu e Kim Il-sung il 15 giugno 1971

Ceaușescu visitò la Cina, la Corea del Nord, il Vietnam del Nord e la Mongolia nel 1971 e si interessò molto all'idea di una totale trasformazione a livello nazionale come fulcro dei programmi del Partito del Lavoro di Corea e della Grande rivoluzione culturale. Venne ispirato anche dai culti della personalità di Mao Zedong e Kim Il-sung. Subito dopo esser tornato in Romania, Ceaușescu iniziò ad emulare il sistema nordcoreano influenzato dalla filosofia Juche di Kim Il-sung.
Dopo il suo ritorno, il leader romeno pubblicò le Tesi costituite da diciassette proposte. basate sui seguenti ideali:
- Continua crescita nel ruolo di comando del Partito
- Miglioramento dell'educazione del Partito e dell'azione politica delle masse
- Partecipazione di giovani in grandi progetti di costruzione come parte del loro "lavoro patriottico" (muncă patriotică);
- Intensificazione dell'educazione politico-ideologica nelle scuole e nelle università come nelle organizzazioni giovanili e studentesche (per esempio l'Unione dei giovani comunisti e le sue affiliate);
- Espansione della propaganda politica orientando i programmi radiofonici e televisivi a tal fine come del resto anche le case editrici, cinema e teatri, opere, balletti, sindacati degli artisti eccetera..., promuovendo un personaggio "militante e rivoluzionario" nelle produzioni artistiche. La liberalizzazione del 1965 venne condannata e fu ripristinato l'Indice dei libri e degli autori proibiti.

Sebbene presentate nei termini del 'socialismo umanista', le Tesi segnarono infatti un ritorno al realismo socialista, riaffermando le basi ideologiche per la letteratura che, in teoria, il Partito aveva abbandonato. La differenza principale era l'aggiunta del nazionalismo promosso dal Partito nella storiografia; citando Nicolae Iorga in un altro discorso nel luglio del 1971, Ceaușescu asserì che "l'uomo che non scrive per il suo intero popolo non è un poeta", e si presentò come il difensore dei valori romeni (intensificando il suo culto della personalità).

## Impatto
Soprattutto dopo il Congresso degli scrittori del 1968, i leader del Partito iniziarono a scontrarsi con gli scrittori; all'inizio di quell'anno Ceauşescu aveva annunciato: "la libertà dell'individuo non è in contraddizione con le richieste e gli interessi generali della società, ma al contrario, serve questi interessi". Ceauşescu riuscì ad avere la collaborazione di numerosi intellettuali (molti dei quali inizialmente apolitici o addirittura oppositori) e li portò nel Partito dopo aver condannato l'invasione della Cecoslovacchia ad opera del Patto di Varsavia, nonostante il PCR avesse iniziato comunque a intensificare la lotta contro gli scrittori intesi come gruppo e tra loro ed il partito. Nel 1970, le ricompense date con i premi letterari portarono la dirigenza del Partito in aperto conflitto con l'Unione romena degli scrittori e al successivo recupero del privilegio della concessione di tali premi e della determinazione del loro valore.
Nonostante questi presagi di conflitto, le Tesi, con la loro premessa di neostalinismo, si dimostrarono sconvolgenti ed il Partito avrebbe dovuto supervisionare l'attuazione delle Tesi in maniera rigorosa e meticolosa, ma non era in grado di farlo con la stessa efficacia che aveva negli anni cinquanta. In parte, ciò era dovuto alla comunità artistica che intorpidita dalle proposte suscitò un temporaneo fronte unito d'opposizione. Zaharia Stancu ed Eugen Jebeleanu, a lungo associati al regime, si unirono in segno di protesta assieme agli scrittori più giovani come Buzura, Păunescu, Popescu e Marin Sorescu. Leonid Dimov e Dumitru Țepeneag denunciarono le proposte su Radio Free Europe a Parigi, e Nicolae Breban, caporedattore di România Literară, si dimise mentre si trovava nella Germania occidentale e attaccò le Tesi in un'intervista a Le Monde. Gli scrittori si mostrarono inoltre combattivi durante un incontro con Ceaușescu a Neptun.
Il Partito iniziò a reagire adottando delle contromisure. Ad esempio, una legge approvata nel dicembre 1971 proibiva la trasmissione o la pubblicazione all'estero di qualsiasi materiale scritto che avrebbe potuto pregiudicare l'interesse dello stato. Ai cittadini romeni fu inoltre vietato di avere contatti con emittenti radiofoniche o giornali stranieri, poiché ciò veniva considerato come un atto di ostilità nei confronti della Romania. Un uomo che aveva sottoposto un volume di poesia ad un critico per la valutazione fu processato per aver scritto dei versi "ostili" e nonostante il critico sia intervenuto a sua difesa, un tribunale militare lo condannò a 12 anni di prigione.
Tuttavia, prima della Conferenza degli scrittori nazionali nel maggio del 1972, la solidarietà iniziale degli scrittori venne distrutta dalle lotte intestine e non dal Partito (che temporaneamente si portò in secondo piano). Dopo le dimissioni di Ștefan Bănulescu da direttore di Luceafărul, Păunescu lotto con Fănuș Neagu per ottenere la posizione andata poi a qualcun altro, portando Neagu ad abbandonare l'opposizione. Tra i primi sostenitori delle Tesi vi furono Eugen Barbu, Aurel Baranga e Mihnea Gheorghiu; anche Nichita Stănescu ha affermato di averle accolte con "una particolare gioia" e di considerarle "un vero sostegno alla cultura". Gli scrittori provarono un risentimento per il successo di Goma nella Germania occidentale e alle traduzioni in francese di Țepeneag, mentre il partito sfruttò questa situazione per convincere l'unione degli scrittori a tenere un congresso nel 1972 con delegati eletti a scrutinio segreto e non da un'assemblea generale - i delegati avrebbero dovuto scegliere uno dei due nomi a loro proposti. Nel periodo della conferenza nazionale del partito del luglio 1972, le strategie culturali elitarie ed i conflitti che avrebbero caratterizzato gli anni settanta e ottanta si erano cristallizzati. La dissidente Monica Lovinescu descrisse quattro aspetti principali della scena letteraria in Romania fino al 1989: coraggio intermittente, la trasformazione della posizione nell'ordine sociale in un criterio estetico, l'efficacia di alcuni mezzi di corruzione ed una rottura tra le generazioni, con molti giovani oppositori pronti al compromesso e alcuni scrittori più anziani pronti all'accesa resistenza.
Il Partito offrì maggiori diritti e pensioni e giocò con l'invidia degli scrittori, che portò all'espulsione di Goma e di Țepeneag, che non riuscirono ad essere eletti a scrutinio segreto e furono derisi quando parlarono alla riunione elettorale dei delegati dell'Unione prima della conferenza. Mentre scrittori come Blandiana, Buzura, Ștefan Augustin Doinaș e Marin Sorescu si rifiutarono di conformarsi, mantenendo l'integrità morale e artistica, Goma e Țepeneag furono presi di mira per la loro prontezza a sfidare i dettami culturali del Partito. Altri scrittori erano ansiosi di non mettere a repentaglio i loro privilegi e temevano che il Partito potesse usare le Tesi per portare nuovi "scrittori" in un'unione ribelle. Preferivano invece la tenue elusione dei loro vincoli e perciò erano riluttanti a sostenere la coppia di dissidenti più estremi.
Nel giro di tre anni, gli equilibri di potere nella comunità degli scrittori si erano spostati dalla generazione degli anni sessanta ai protocronisti; scrittori desiderosi di una maggiore influenza ora avrebbero potuto ottenerla specializzandosi nella produzione dell'ideologia. Tra questi vi erano sia autori in declino che speravano in una rinascita delle loro carriere, come Barbu (la cui carriera aveva sofferto a spese degli oppositori), e scrittori più giovani come Păunescu. Le due fazioni rimasero in aperto conflitto per un decennio, ma nel 1981 il Partito aveva reso impotente l'Unione congelando i suoi fondi e limitando le sue attività, inoltre dopo quell'anno non furono più state permesse altre Conferenze degli scrittori. Invece, dando più enfasi sull'ideologia, la forza e la centralizzazione, e con più fondi, i protocronisti ebbero una maggiore influenza sino alla rivoluzione romena del 1989, essendo stati rinforzati dalle "tesi di Mangalia" dell'estate del 1982. In particolare, negli anni ottanta, la cultura e la scienza romene diventarono sempre più isolate a livello internazionale.
Come conseguenza delle Tesi, la sociologia venne rimossa dalle discipline universitarie e ciò che era rimasto veniva insegnata all'Accademia Ștefan Gheorghiu del Partito. Il numero delle materie non tecniche insegnabili all'università venne ridotto drasticamente, furono pubblicati pochi libri ed i privilegi inizialmente relegati agli intellettuali furono diminuiti. Nel 1974 l'Accademia delle scienze fu costretta ad assumere Elena Ceaușescu, la moglie del presidente, come membro ed in seguito come presidente: lei politicizzò così tanto l'istituzione da far cadere il suo prestigio e distruggere molte delle sue ricerche più importanti.